# Gagautor
Ein Gagautor (auch Gagschreiber, Witzeschreiber oder Witzautor, englisch auch gagman) ist ein Verfasser von Witzen (Gags) für Bücher, Kabarett- und Comedyprogramme, Filme und Fernsehsendungen. Im Film- und Fernsehbereich treten Gagautoren in der Regel nicht selbst vor die Kamera, sondern arbeiten anderen Comedians zu und verfassen deren Witze, Nummern und Programme, mitunter anonym.
Gagautoren aus dem deutschsprachigen Raum sind Giulia Becker, Max Bierhals, Christian Eisert, Tommy Jaud, Jens Oliver Haas, Ralf Husman, Moritz Netenjakob, Stefan Stuckmann, Peter Wittkamp oder Bernd Zeller.

## Gagautoren in der Literatur
In diesen literarischen Werken sind Gagschreiber/-autoren die Hauptfiguren der Handlung:
- Christian Eisert: Lachen, wo andere Urlaub machen: Dem deutschen Humor auf der Spur. Blanvalet 2016, ISBN 978-3-7341-0247-9. (Zuvor auch unter dem Titel Fun-Man – Mission: Lachen lernen in Deutschland, 2011.)
- Tobias Hülswitt: Ich kann dir eine Wunde schminken. KiWi 2004, ISBN 978-3-462-03378-6.
- Heinz Strunk: Die Zunge Europas. Rowohlt 2008, ISBN 978-3-498-06398-6.
- Volker Surmann: Die Schwerelosigkeit der Flusspferde. Querverlag 2010, ISBN 978-3-89656-178-7.